# Bucna

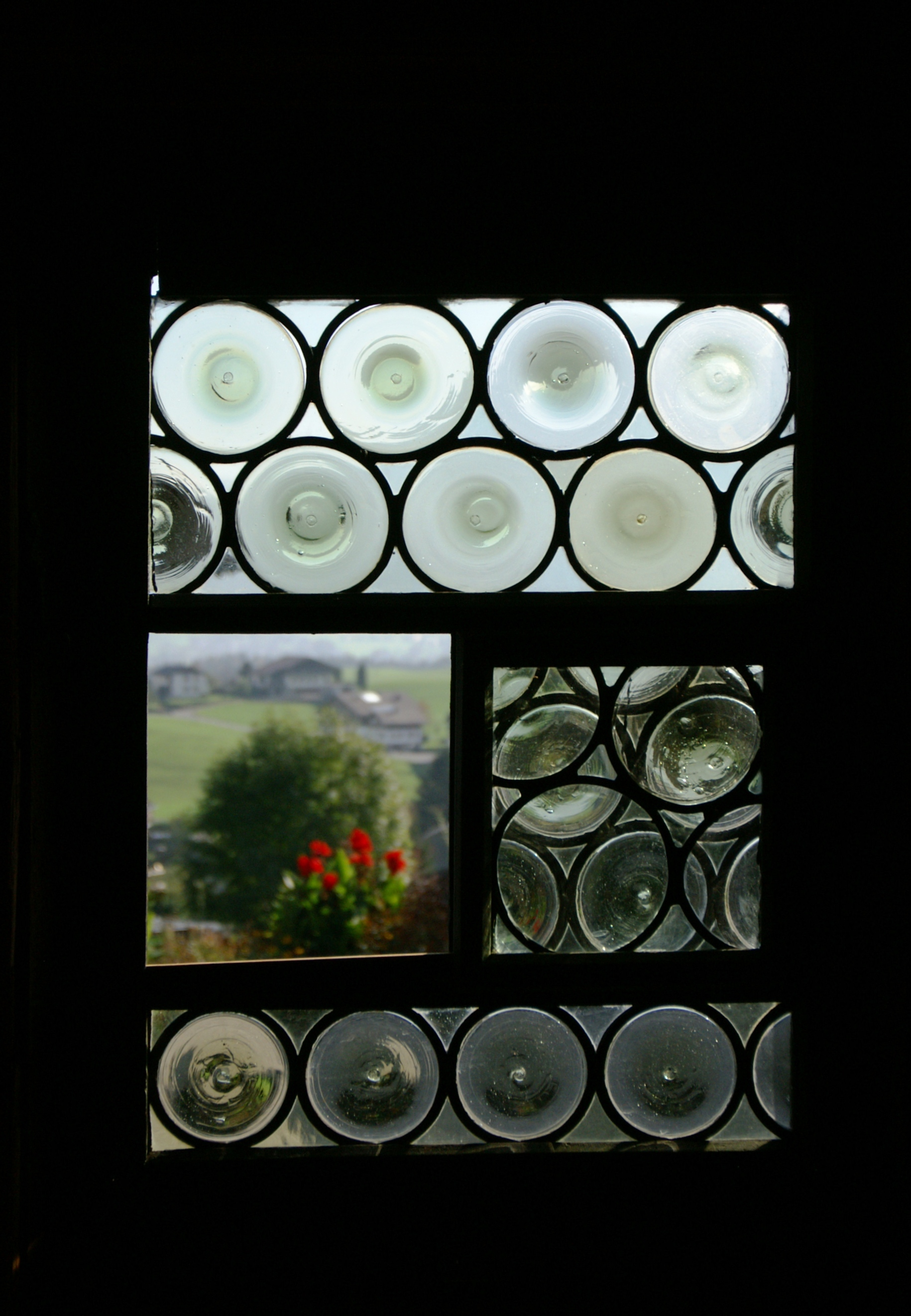
Okno vyplněné bucnami

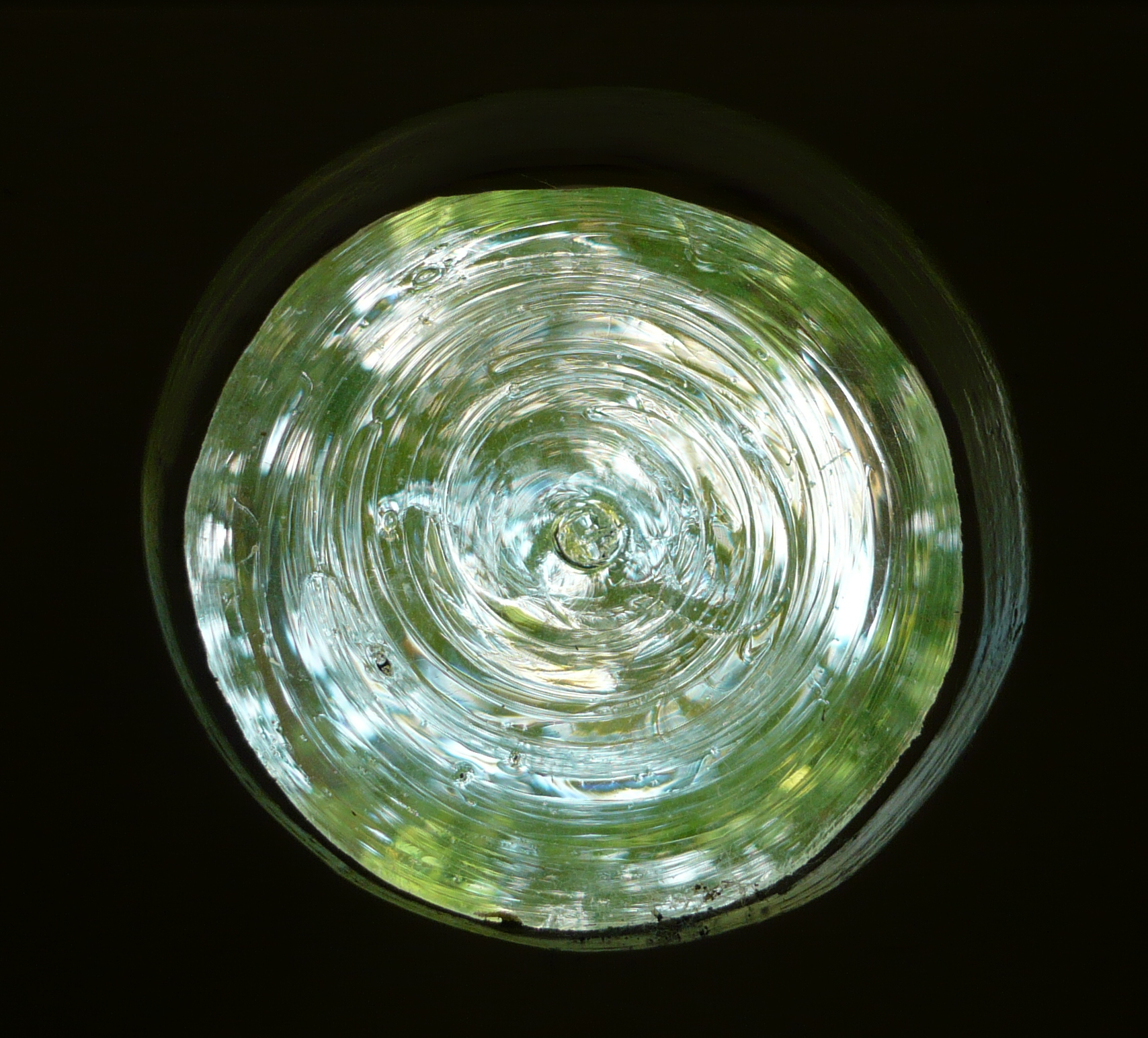
Samostatná bucna

Bucna nebo také terčík či pupek je typ skleněné výplně užívaný od středověku. Výroba bucny spočívá ve vyfouknutí duté baňky, která se poté přilepí k tyči a následně odlomí od píšťaly a zploští nahřáním a rotací do výsledného diskovitého tvaru. Samotné roztáčení se provádí na desce nebo v korýtku pro dosažení přesnějšího tvaru. Velikost bucny může být až do průměru 1,5 metru.

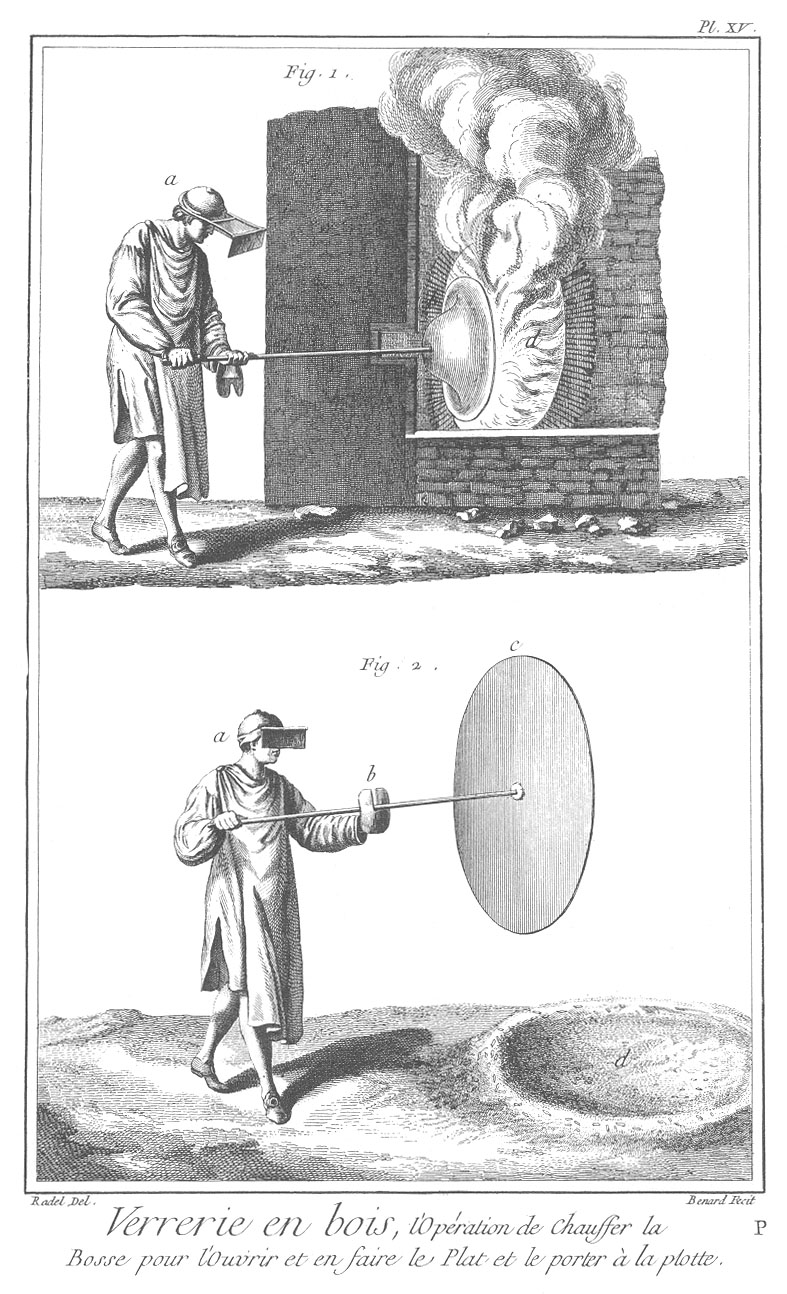
Výroba bucny – foukání, točení
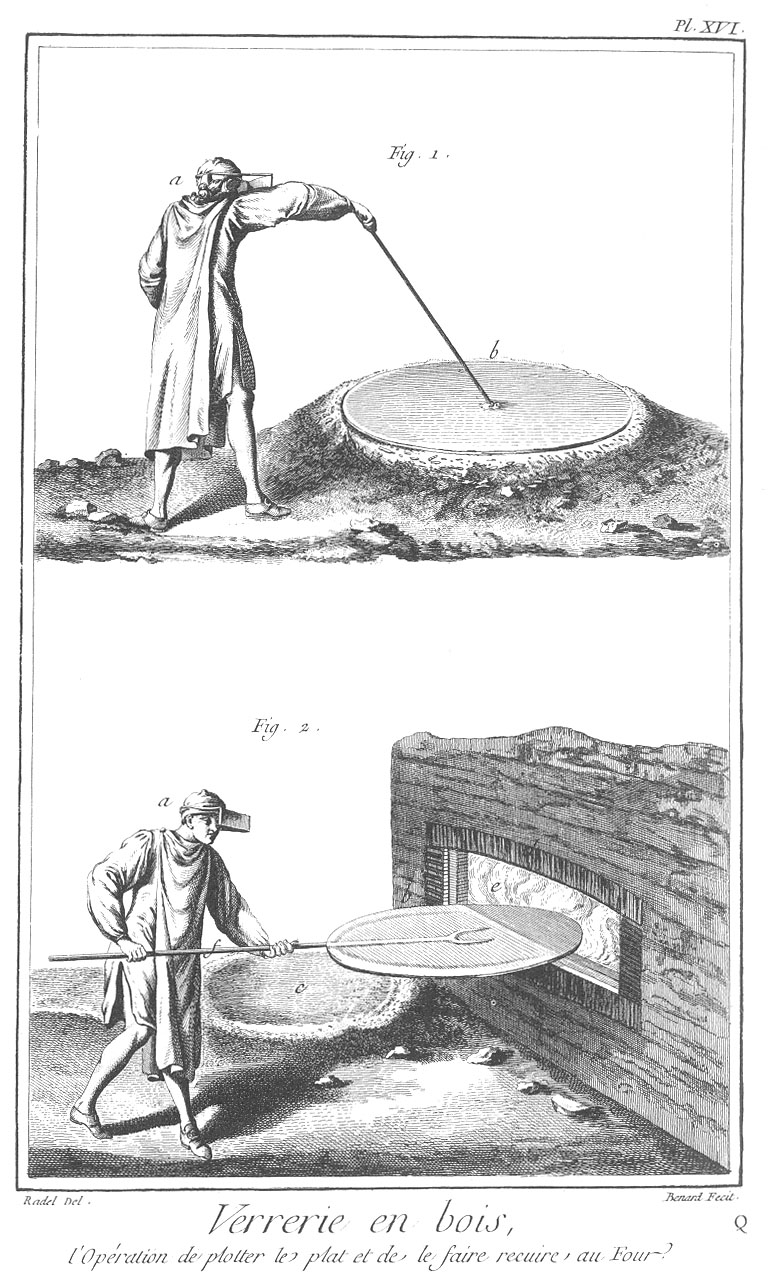
Výroba bucny – zploštění